# ريتشارد أيريس
ريتشارد أيريس (بالهولندية: Richard Ayres)‏ هو ملحن هولندي، ولد في 29 أكتوبر 1965.

## وصلات خارجية
- ريتشارد أيريس على موقع ميوزك برينز (الإنجليزية)
- ريتشارد أيريس على موقع ديسكوغز (الإنجليزية)